# 円田村
円田村（えんだむら）は、1955年（昭和30年）まで宮城県刈田郡の北東部にあった村。現在の蔵王町円田・小村崎・塩沢・平沢・曲竹・矢附にあたる。

## 地理
- 山：大鳥谷山
- 河川：松川

## 沿革
- 1889年（明治22年）4月1日 - 町村制施行にともない、円田村・小村崎村・塩沢村・平沢村・曲竹村・矢附村の計6か村が合併して新制の円田村が発足。
- 1955年（昭和30年）4月1日 - 宮村と合併し、蔵王町となる[1]。

## 行政

### 歴代村長
| 代 | 氏名       | 就任                       | 退任                       | 備考 |
| -- | ---------- | -------------------------- | -------------------------- | ---- |
| 1  | 佐藤長十郎 | 明治22年（1889年）4月      | 明治36年（1903年）8月19日  |      |
| 2  | 佐藤松太郎 | 明治36年（1903年）9月12日  | 明治38年（1905年）11月29日 |      |
| 3  | 村上勇吉   | 明治38年（1905年）12月14日 | 明治40年（1907年）8月25日  |      |
| 4  | 佐藤善八   | 明治40年（1907年）11月8日  | 明治43年（1910年）5月6日   |      |
| 5  | 村上勇吉   | 明治43年（1910年）5月20日  | 大正4年（1915年）8月17日   | 再任 |
| 6  | 斎藤松太郎 | 大正4年（1915年）10月29日  | 大正7年（1918年）2月21日   |      |
| 7  | 村上勇吉   | 大正7年（1918年）3月16日   | 昭和12年（1937年）2月21日  | 三任 |
| 8  | 佐藤忠治郎 | 昭和12年（1937年）2月22日  | 昭和21年（1946年）3月13日  |      |
| 9  | 佐藤省三   | 昭和21年（1946年）3月26日  | 昭和22年（1947年）4月5日   |      |
| 10 | 村上勇吉   | 昭和22年（1947年）4月6日   | 昭和26年（1951年）4月5日   | 四任 |
| 11 | 佐藤省三   | 昭和26年（1951年）4月6日   | 昭和30年（1955年）3月31日  | 再任 |

## 交通

### 鉄道路線
- 仙南温泉軌道：平沢駅 - 円田駅 - 永野駅 - 疣岩駅
※仙南温泉軌道は昭和12年（1937年）に廃止